# ハナマウイ野球部
ハナマウイ野球部（ハナマウイやきゅうぶ）は千葉県富里市に本拠地を置き、日本野球連盟に加盟する社会人野球のクラブチームである。

## 概要

### 創設経緯
通所型介護事業所「デイサービスリゾート ハナマウイ」を運営する株式会社ハナマウイ（2003年に「株式会社江東ケアフル」として設立、2020年に現商号に変更。本社は東京都江東区）が設立したクラブチームである。元々は、ハナマウイ社長の森賢司が、入浴介助の出来る若手女性社員を確保するために2017年に女子野球部を設立したのがきっかけで、いきなり全日本女子硬式野球選手権大会3位入賞、翌2018年に全国制覇を果たしたことで、余勢を駆って男子チームの設立に動いたものである。

### チームについて
指導者として元プロ野球選手の本西厚博を招聘し、2019年に創部した。選手の大半がハナマウイの運営する5箇所の事業所で週3日勤務し（ハナマウイの従業員65人のうち30人が男女の野球部員であるという）、週3日を練習日に充てるという生活を送っている。
2020年、都市対抗野球大会予選で日本製鉄かずさマジックを5-3で破る大番狂わせを演じ、南関東第3代表決定戦でYBC柏を8-0で破り、都市対抗への出場を決めた。
クラブチームながら、給料を出して雇用する形態の社員選手と無給でプレーの場所が与えられる立場のクラブ生の2種類が在籍している。

## 沿革
- 2019年 - 『ハナマウイ』として創部
- 2020年 - 都市対抗野球に初出場。
- 2021年 - 全日本クラブ野球選手権大会に初出場 (第45回大会、ベスト4)

## 練習グラウンド
- ハナマウイボールパーク (千葉県富里市十倉2345)
元々はヤングリーグ所属の明友硬式野球倶楽部が使用していた球場である。

## 主要大会の出場歴・最高成績
- 都市対抗野球：出場1回、初戦敗退 (2020年)
- 全日本クラブ野球選手権大会：出場3回、ベスト4（2021年、2022年）

## 主な出身プロ野球選手
- 川口冬弥（投手） - 退団後、四国アイランドリーグplusの徳島インディゴソックスを経て、2024年育成ドラフト6位で福岡ソフトバンクホークスから指名。その後6月20日支配下登録。背番号は95。

## 元プロ野球選手の競技者登録
- 本西厚博（元：オリックス・ブルーウェーブ） - 監督 → 2024年退団[5]
- 吉田大就（元：埼玉武蔵ヒートベアーズ） - 選手 → 2021年退団
- 加藤頼（元：信濃グランセローズ） - 選手 → 2020年退団
- 長冨浩志（元：広島東洋カープ、日本ハムファイターズ、福岡ダイエーホークス） - コーチ
- 清家政和（元：阪神タイガース、西武ライオンズ、ヤクルトスワローズ） - コーチ → 2024年退団

## 主な在籍選手
- 大友潤（外野手） - 2023年主将 → 退団[6]
- 松井和輝（内野手） - 松井裕樹の実弟[7] → 退団
- 風岡賢汰（内野手） - 2024年主将[8] → 退団[9]、風岡尚幸の次男[10]、2023年にくふうハヤテベンチャーズ静岡（当時は正式球団名未発表）のトライアウトに参加[11]